# 오상 (유교)
오상(五常)은 유교의 인(仁)·의(義)·예(禮)·지(智)·신(信)의 다섯 덕목(德目)을 말한다.
공자는 그의 가르침에서 인간의 덕으로서 인을 중시하여 지(知)·용(勇)과 아울러 그 소중함을 설명했으나, 맹자는 인에 의(義)를 더하고 또 예·지를 넣어 인·의·예·지를 인간의 4개 덕목이라 했다. 그리고 한(漢)의 동중서(董仲舒)는 오행설(五行說)에 바탕을 두고 여기에 신(信)을 더해 오상설(五常說)을 확립했다. 현재 한국에서는 이를 따라 이들 글자를 인명이나 지명 등에 넣는데, 용인시가 그 예이다.

## 참고 문헌
- 이 문서에는 다음커뮤니케이션(현 카카오)에서 GFDL 또는 CC-SA 라이선스로 배포한 글로벌 세계대백과사전의 내용을 기초로 작성된 글이 포함되어 있습니다.